# 리튬 테트라메틸피페리다이드
리튬 테트라메틸피페리다이드(Lithuim tetramethylpiperidide, LiTMP 또는 LTMP)는 C9H18LiN의 구조식을 가진 화합물이다. 이는 비친핵성 염기로서 쓰이는데, pKa와 입체 장애의 면에서 LiHMDS와 비교될 수 있다.

## 합성
이 물질은 -78도에서 2,2,6,6-테트라메틸피페리딘과 n-뷰틸알코올의 탈양성자화로 인해 합성될 수 있다. 최근 연구는 이 반응이 0도에서도 일어날 수 있다고 밝혔다. 이 화합물은 THF/에틸벤젠 용제 혼합물 안에서 안정적이고 상업적으로도 이용 가능하다.

## 구조
여러 다른 리튬 화합물과 같이 이는 골재가 되는 성향을 가지고 있고, 고체상태에서 4분자체를 형성한다.

## 같이 보기
- 리튬 아마이드